# Răducanu Necula
Pour les articles homonymes, voir Necula et Răducanu.
Răducanu Necula, dit Rică Răducanu, né le 10 mai 1946 à Vlădeni en Roumanie, est un footballeur international roumain, qui évolue au poste de gardien de but. Il compte 61 sélections en équipe nationale entre 1967 et 1978. Il est le père du footballeur Cătălin Necula (en).

## Biographie

### Carrière de joueur
Avec les clubs du Rapid Bucarest et du Steaua Bucarest, il remporte deux titres de champion de Roumanie, et deux Coupes de Roumanie.
Il joue 6 matchs en Coupe d'Europe des clubs champions, et dispute un total de 329 rencontres en première division roumaine, pour 3 buts inscrits.

### Carrière internationale
Il compte 61 sélections avec l'équipe de Roumanie entre 1967 et 1978.
Rică Răducanu est convoqué pour la première fois par le sélectionneur national Angelo Niculescu pour un match des éliminatoires de l'Euro 1968 contre l'Italie le 25 juin 1967 (défaite 1-0). Il reçoit sa dernière sélection le 25 octobre 1978 contre la Yougoslavie (victoire 3-2). 
Il participe à la Coupe du monde de 1970, compétition lors de laquelle il ne joue qu'une seule rencontre. Il entre à la 29e minute à la place de Stere Adamache lors du match contre le Brésil (défaite 3-2). Il est le premier gardien de l'histoire de la Coupe du monde à rentrer en cours de match.

## Palmarès
- Avec le Rapid Bucarest :
  - Champion de Roumanie en 1967
  - Vainqueur de la Coupe des Balkans des clubs en 1966
  - Champion de Roumanie de D2 en 1975
  - Vainqueur de la Coupe de Roumanie en 1972 et 1975

- Avec le Steaua Bucarest :
  - Vainqueur de la Coupe de Roumanie en 1979